# Gai Herenni (escriptor)
Gai Herenni (en llatí Caius Herennius) va ser un escriptor romà que encara que formava part de la gens Herènnia no s'han pogut determinar ni els seus pares ni el seu parentiu amb altres membres de la família.
Va escriure un tractat de retòrica amb el nom de Rhetoricorum ad C. Herennium Libri IV. Aquesta obra anava dirigida o a Tit Herenni el banquer o a Marc Herenni el decurió de Pompeia. És mencionat per Ciceró i també a la Retòrica a Herenni.